# خاندان ایسه‌هی
خاندان ایسه‌هی (به ژاپنی: 伊勢平氏)؛ یکی از خاندان‌های منشعب شده از خاندان تایرا بود که پس از شورش تنگیو توسط چهارمین پسر تایرا نو ساداموری، تایرا نو کوره‌هیرا بنیان‌گذاری شد. تایرا نو تاداموری، تایرا نو کیوموری و تایرا نو شیگه‌موری از اعضای این شاخه از خاندان تایرا بودند.